# Goera dandaka
Goera dandaka is een schietmot uit de familie Goeridae. De soort komt voor in het Oriëntaals gebied.